# Motohiro Yamaguchi
Motohiro Yamaguchi (Yamaguchi Motohiro (山口素弘?); Takasaki, 29 gennaio 1969) è un ex calciatore giapponese.

## Palmarès

### Club

#### Competizioni nazionali
- Coppa dell'Imperatore: 3

Yokohama Flügels: 1993, 1998
Nagoya Grampus: 1999

#### Competizioni internazionali
- Coppa delle Coppe dell'AFC: 1

Yokohama Flügels: 1994-1995
- Supercoppa d'Asia: 1

Yokohama Flügels: 1995